# Eva León Conde
Eva León Conde (Madrid, 14 de enero de 1948), nombre artístico de Carmen León Conde, es una actriz española.
Durante su trayectoria artística usó los nombres de Eva León, Eva Lion, Carmen León, Carmen de León, etc.

## Biografía
Hija del tirador olímpico Ángel León Gozalo y hermana de las cantautoras Rosa León y Julia León. Tras acabar el Bachillerato cursó estudios de Arte Dramático. En 1967 contrae matrimonio con el actor Andrés Resino (1940-2011), del que se divorciaría años después y con quien tendría dos hijas, Mercedes - presentadora de TV y actriz - y Ana.
Su carrera como actriz cinematográfica está centrada muy especialmente en la década de los setenta, y cuenta sobre todo con comedias (Antonio Ozores, Tito Fernández, Pedro Masó), y thrillers.
Durante esa etapa compagina su actividad cinematográfica con su carrera sobre los escenarios, especialmente en el género de la Revista y music-hall.
Con posterioridad su trayectoria se fue apartando de la gran pantalla (aunque con alguna incursión notable como Las cosas del querer, 1989 de Jaime Chávarri) y se centra más en teatro (Mi marido no funciona, 1977; Abracadabra 40, 1979; Las desempleadas, 1980) y televisión (El hotel de las mil y una estrellas, 1978-1979; Médico de familia, 1995; Cine de barrio, 1999-2003). El primero de los programas de televisión mencionados fue, además, retirado de la pantalla con motivo de un strip-tease realizado por la actriz en febrero de 1979.

## Filmografía
- Las Ibéricas F.C. (1971)
- ¡No firmes más letras, cielo! (1972)
- La cera virgen (1972)
- Mil millones para una rubia (1972)
- Celos, amor y Mercado Común (1973)
- Autopsia (1973)
- Casa Flora (1973)
- Los ojos azules de la muñeca rota (1973)
- Lo verde empieza en los Pirineos (1973)
- Vudú sangriento (1973)
- Dormir y ligar: todo es empezar (1974)
- Odio mi cuerpo (1974)
- Mi mujer es muy decente, dentro de lo que cabe (1975)
- Muerte de un quinqui (1975)
- Los pasajeros (1975)
- El vicio y la virtud (1975)
- Mayordomo para todo (1976)
- Inquisición (1976)
- La otra alcoba (1976)
- El señor está servido (1976)
- Me siento extraña (1977)
- Virilidad a la española (1977)
- El francotirador (1977)
- Estimado Sr. juez... (1978)
- Casa de citas (1978)
- El caminante (1979)
- Con el culo al aire (1980)
- Chispita y sus gorilas (1982)
- Un Rolls para Hipólito (1982)
- Voces de muerte (1983)
- ¿Cuánto cobra un espía? (1984)
- La gran quiniela (1984)
- Bahía Blanca (1984)
- La mansión de los muertos vivientes (1985)
- Les amazones du temple d'or (1986)
- Las chicas del tanga (1987)
- Pasodoble (1988)
- Las cosas del querer (1989)
- El abuelo, la condesa y Escarlata la traviesa (1992)
- Don Jaume, el conquistador (1994)
- Héroes de cartón (2001)